# Erythroecia
Erythroecia là một chi bướm đêm thuộc họ Noctuidae, hiện tại nó được coi là đồng nghĩa của Psectrotarsia

## Former species
- Psectrotarsia hebardi Skinner, 1917
- Psectrotarsia suavis (H. Edwards, 1884)